# Galaktikus év
A galaktikus év (vagy kozmikus év) csillagászati kifejezés. Azt az időtartamot jelenti, ami alatt a Nap (a Naprendszerrel együtt) a Tejútrendszer középpontja körül egy teljes fordulatot megtesz.  Földi évben kifejezve a galaktikus év nagyjából 220-250 millió évet jelent. A NASA mérései szerint a Naprendszer oldalirányú sebessége a galaxis középpontjához viszonyítva kb. 800 000 km/h (220 km/s).
A galaktikus év a csillagászati események és a geológiai történések egy időskálán való ábrázolásához is alkalmazható. Ez kényelmesebben használható, mint a millió vagy a milliárd év.
A Föld nagyjából 18 galaktikus éves.